# Плюмбан
Плюмбан — неорганічна хімічна сполука з хімічною формулою PbH4. Це безбарвний газ. Гідрид металу та гідрид 14 групи, що складається зі свинцю та водню. Плюмбан недостатньо добре охарактеризований або добре відомий, і термодинамічно нестабільний щодо втрати атома водню. Похідні плюмбану включають тетрафторид свинцю PbF4 і тетраетилсвинець (CH3CH2)4Pb.

## Властивотсі
Пламбан є нестабільним безбарвним газом і є найважчим гідридом IV групи і має тетраедричну (Td) структуру з рівноважною відстанню між свинцем і воднем 1,73 Å. За вагою плюмбан складається з 1,91% водню і 98,09% свинцю. У плюмбані формальний ступінь окиснення водню і свинцю дорівнює +1 і -4 відповідно, оскільки електронегативність свинцю (IV) вища, ніж у водню. Стійкість гідридів MH4 (M = C–Pb) знижується зі збільшенням атомного номера M.